# Miguel Rodríguez Sepúlveda
Miguel Rodríguez Sepúlveda (Tampico, Tamaulipas; 14 de febrero de 1971) es un artista mexicano que radica en la Ciudad de México. Su producción artística abarca diversas disciplinas y se ha posicionado como un artista internacional. Cuenta con más de 20 exposiciones individuales y con más de 150 colectivas en diversos países latinoamericanos así como Estados Unidos y Europa.

## Biografía
Durante su infancia creció en Cerro Azul, Veracruz, mientras que para el año de 1986 se mudó a Monterrey Nuevo León para estudiar arquitectura y fotografía profesional, dando así comienzo a su travesía por el camino de las artes. Posteriormente, en el año 2003 se va a vivir a la Ciudad de México, presentando sus obras hasta la actualidad en diversos sitios de la ciudad.

## Estilo artístico
La obra de Miguel Rodríguez Sepúlveda tiene como eje temático la destrucción y la reconfiguración de la memoria cultural tiene como campo de acción el ámbito social, analizando la manera en la que la sociedad se auto percibe y reconoce como un ser dinámico, utilizando y haciendo mención de diversas leyes científicas como la Conservación de la energía: "nada se crea ni se destruye, solo se transforma", realizando una producción artística que contiene tintes políticos, sociales, artísticos e históricos.
Algunas de las piezas más populares son Instrumento y Concierto para tres machetes. Este par de piezas pertenecen actualmente a una colección de arte sonoro del Museo Universitario de Arte Contemporáneo (MUAC) el cual se encuentra dentro de la Universidad Nacional Autónoma de México. Se trata de un conjunto de piezas de varios artistas de nivel internacional y de diversos países alrededor del mundo, creando piezas referentes al tema del sonido y el arte.
Cabe mencionar que estas piezas pueden encontrarse en diversos museos ya que, aunque la colección pertenece al MUAC, este grupo de piezas viaja por medio de convenios a diversas partes del mundo, creando un encuentro entre el visitante, el arte contemporáneo y específicamente el arte sonoro de las últimas décadas, ya que se abordan temas como el capitalismo u otros tantos que pueden hacer referencias a personajes de esta época, por ejemplo, John Cage. 
En cuanto a la pieza titulada Instrumento se trata de una obra cargada de un contexto completamente guerrillero. Esta obra está constituida por cien machetes sostenidos por medio de hilos a una estructura de hierro rectangular. Asimismo, detrás de los machetes, se encuentra colocado en el centro del rectángulo un ventilador a poca distancia, lo cual permite que, por medio del dinamismo de los hijos, los machetes se muevan entre ellos y emitan un sonido tenue y suave. 
Esto hace referencia al contexto histórico mexicano, específicamente al conflicto guerrillero de la revolución mexicana, en la que participaban los campesinos al reclamar los derechos de las tierras trabajadas.  El machete funciona como un símbolo particular de este tipo de trabajadores del campo, por lo que se trata de un elemento característico de la lucha. Dicha pieza fue creada a partir del centenario de dicha fecha histórica. 
Por su parte, Concierto para tres machetes es la instalación de tres pantallas en las que se reproducen tres vídeos que registran la acción de tres machetes distintos afilándose de manera separada. Sin embargo, en la pantalla lo único que puede ver el espectador es el chispazo y simultáneamente escuchar el sonido que producen estos objetos. Por tanto, los videos forman una sola pieza, ya que no todos son afilados de la misma manera. 
Cabe mencionar que para llevar a cabo el procedimiento de afilar los machetes se sigue una partitura en clave morse, de ahí justamente el nombre de la pieza. Esta obra tiene como mayor interés abordar el campo del lenguaje, valiéndose específicamente del código morse y del sonido, para detonar a su vez en un contexto visual. Se trata de una reflexión que lleva al espectador a un repensar sobre el sonido como elemento lingüístico, creativo e interpretativo. 

## Trayectoria

### Exposiciones Individuales
La primera exposición individual del  artista se da en el año de 1999, en la actualidad sigue  produciendo exhibiciones en diversos sitios al interior de la República Mexicana y también a nivel  Internacional.
1999
- “Imágenes Permanentes”; Difusión Cultural Arte A.C.; Monterrey, N.L., México
- “De piedra, Papel y Madera”; Casa de la Cultura de Nuevo León; Monterrey, N.L., México

2000
- “Placebos”; Casa de la Cultura de Tampico, Tampico Tamps.

2001
- “Detrás del Objeto”, Fototeca Nacional de Cuba, La Habana, Cuba.

2003
- “Diarios en Cabinas (Ignominia)”; Galería José Ma. Velasco, México DF

2006
- “Metáforas del Cuerpo”, ONG (Organización Nelson Garrido), Caracas Venezuela.

2007
- “Emergía Caracas”, Periférico Caracas – Galpón [0], Caracas Venezuela.
- “Paisaje Promedio”, Galería Alternativa 11, Monterrey NL, México
- “Adagio”, Ex Teresa Arte Actual, México DF

2008
- “Emergía Bogotá”, Museo de Arte de la Universidad Nacional de Colombia, Bogotá.
- “Emergía Quito”, Galería El Conteiner – Experimentos Culturales, Quito Ecuador.
- “La Irresistible Persistencia de la Memoria”, Museo de Arte Moderno La Tertulia, Cali Colombia

2009
- “Emergía Buenos Aires”, Taller Espacio Imaginario – CCEBA Centro Cultural España Buenos Aires, Buenos Aires
- “Emergía Córdoba”,Centro Cultural España Córdoba, Córdoba Argentina. (dentro del marco del proyecto Demolición/Construcción)
- “Emergía Rosario”, MACRO Museo de Arte Contemporáneo de Rosario, Rosario SF Argentina.
- “Emergía Ciudad de México”, Museo Experimental El ECO, México DF
- “Lengua”, Centro Cultural Casa Vecina, México DF

2010
- “Bicentenario”, Centro Cultural Metropolitano, Tampico Tamaulipas, México.
- “Bicentenario”, Museo de Arte Contemporáneo de Tamaulipas, México.

2012
- “Emergía San Salvador”, Museo de Arte de El Salvador MARTE, San Salvador, El Salvador.
- “Una Historia de Machetes”, Ex Teresa Arte Actual, México DF.

2013
- “Parresía“, Galería de Arte Contemporáneo del Xalapa IVEC, Xalapa, México
- “La Ciencia y el Ocio”, Centro de las Artes de Nuevo León, Monterrey, México.

2014
- “Emergía Miami“, Locust Project, Miami.

2016
- “Concierto para tres machetes“, Pelaires Galería Centre Cultural Contemporani +  Addaya Centre D´Art Contemporani, Palma di Mallorca, España.

2019
- «OPEN STUDIO: Miguel Rodríguez Sepúlveda«, Espacio ARRIBA, Ciudad de México.

### Exposiciones Colectivas
Rodríguez Sepúlveda  ha participado de manera colectiva en diversas ocasiones, entre las más relevantes se encuentran: 
- 2000: V Concurso Estatal de Pintura Pedro Banda 2000, Centro Cultural Vicentino, Cd. Victoria. “Muestra de Pintura del Norte”; Galería Central del Centro Nacional de las Artes, México.
- 2001: “Sans Valeur Comerciale”; Centro Cultural Mexicano, Paris, Francia.
- 2003: “III Salón Internacional de Arte SIART Bolivia 2003”, Viceministerio de Cultura, Museo Nacional de Arte, La Paz, Bolivia.
- 2004: XLI Certamen Internacional de Artes Plásticas; Museo de Pollensa; 25 de junio; Pollensa (Baleares) España.
- 2007: “Otras Contemporaneidades. Convivencias Problemáticas”, La Nave de Sagunto, Bienal Sao Paolo – Valencia, Valencia España, curó Kevin Power y Ticio Escobar.
- 2009: “Tácticas de Desorientación”, 59 Rue Rivolie, Paris Francia.
- 2010: “Espectrografias de la Memoria”, Museo Universitario de Arte Contemporáneo, México. Festival Internacional de Performance, "Miradas transversales del cuerpo”  de EX-Teresa Arte Actual, México. “Suspensions of Disbelief”, curada por Raul Zamudio-Taylor, Other Gallery, Shanghái, China.
- 2011: “Love From Hell”, Divus Prager Kabarett, Praga. Y “FASE3 Zona de Prueba”, Centro Cultural Recoleta, Buenos Aires.
- 2013: “La Estampa de Nuestro Tiempo”, Museo de Arte Abstracto Manuel Felguérez, Zacatecas. Y “Proximidad”, Municipalidad de Córdoba, Argentina.
- 2016: Acts of Sedition, White Box, New York, XII Bienal Femsa, Centro de las Artes de Nuevo León y en la Exposición de lanzamiento de Artífice Gallery, Artífice, Ciudad de México.
- 2019: "Reverberaciones: arte y sonido en las colecciones del MUAC", Museo Espacio del Instituto Cultural de Aguascalientes, México.[7]